# Suzanne Lenglen

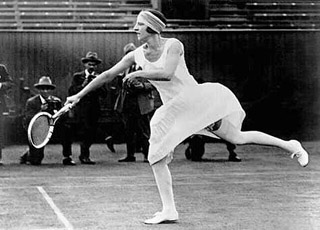
Suzanne Lenglen em ação

Suzanne Rachel Flore Lenglen (Paris, 24 de maio de 1899 — Paris, 4 de julho de 1938) foi uma tenista francesa. Lenglen é reconhecida como a primeira atleta feminina a se tornar uma celebridade esportiva global. 
Referida pela imprensa francesa como La Divine (A Divina), Lenglen revolucionou o esporte ao integrar o estilo agressivo do tênis masculino ao jogo feminino e ao quebrar a convenção das mulheres competindo com roupas inadequadas para o tênis. 
Suas turnês profissionais lançaram as bases para a série de turnês profissionais masculinas que continuaram até a Era Aberta e levaram ao primeiro grande torneio profissional masculino no ano seguinte. Lenglen foi introduzida no International Tennis Hall of Fame em 1978, e a segunda quadra de exibição no local do Aberto da França é nomeada em sua homenagem.
Classificada como a tenista número um do mundo entre 1921 e 1926, conquistou 8 títulos em Grand Slam na categoria simples, sendo seis deles em Wimbledon (incluindo cinco consecutivos de 1919 a 1923); e foi duas vezes campeã em simples, duplas e duplas mistas nos dois primeiros Abertos da França (também conhecido como Rolland Garros) em 1925 e 1926.
Entre 1914 e 1924, foi quatro vezes campeã mundial de quadra dura na categoria simples (um contra um), quatro na categoria duplas e cinco na categoria duplas mistas, no Campeonato Francês.
Ganhou ainda duas medalhas de ouro e uma de bronze nos Jogos Olímpicos da Antuérpia, em 1920.
Lenglen foi a primeira líder amadora a se tornar profissional e foi classificada como a maior tenista feminina da era amadora na série 100 Greatest of All Time.

## Biografia

### Primeiros anos: 1900 a 1915
Suzanne Rachel Flore Lenglen nasceu em Paris em 24 de maio de 1899, filha de Charles e Anaïs Lenglen. Ela tinha um irmão mais novo que não passou dos três anos de idade. O pai de Lenglen era um farmacêutico que ficou rico herdando uma empresa de ônibus puxados por cavalos de seu pai. Vários anos após o nascimento de Suzanne, seu pai vendeu o negócio de ônibus, após o que mudou a família para Marest-sur-Matz, perto de Compiègne, no norte da França, em 1904. Eles passaram seus invernos em Nice, na Riviera Francesa, em uma vila em frente ao Nice Lawn Tennis Club. 
Quando Lenglen tinha oito anos, ela se destacou em uma variedade de esportes, incluindo natação e ciclismo. Em particular, ela gostava de diabolo, um jogo que envolve equilibrar um pião em uma corda com duas varas presas. Durante o inverno, Lenglen realizou rotinas de diabolo na frente de grandes multidões na Promenade des Anglais em Nice. Seu pai creditou sua confiança para jogar tênis em grandes estádios à sua experiência como performer de diabolo.

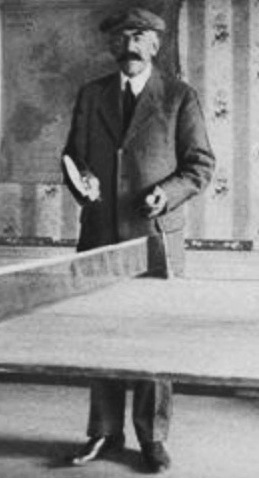
O pai de Lenglen

O pai de Lenglen participou de torneios de tênis no circuito Riviera, onde os melhores jogadores do mundo competiram no primeiro semestre do ano. Tendo praticado o esporte de forma recreativa, ele comprou uma raquete para Lenglen em uma loja de brinquedos em junho de 1910, logo depois que ela completou 11 anos, e montou uma quadra improvisada no gramado de sua casa. Ela rapidamente mostrou habilidade suficiente para convencer seu pai a comprar uma raquete adequada de um fabricante de tênis dentro de um mês. Ele desenvolveu exercícios de treinamento e jogou contra sua filha. Três meses depois, Lenglen viajou para Paris para jogar em uma quadra de saibro de propriedade do amigo de seu pai, Dr. Cizelly. Por recomendação de Cizelly, ela entrou em um torneio local de alto nível em Chantilly. No evento de handicap individual, Lenglen venceu quatro rodadas e terminou em segundo lugar.
O sucesso de Lenglen no torneio de Chantilly levou seu pai a treiná-la mais seriamente. Ele estudou os principais jogadores masculinos e femininos e decidiu ensinar a Lenglen as táticas do jogo masculino, que era mais agressivo do que o estilo feminino de construir pontos lentamente a partir da linha de base. Quando a família retornou a Nice no final do outono, seu pai providenciou para que ela jogasse duas vezes por semana no Nice Lawn Tennis Club, embora as crianças nunca tivessem sido permitidas nas quadras, e ela praticava com os principais jogadores masculinos do clube.
Lenglen começou a treinar com Joseph Negro, o profissional de ensino do clube. Negro tinha uma grande variedade de jogadas em seu repertório e treinou Lenglen para jogar da mesma forma. Como treinador principal de Lenglen, seu pai empregou métodos duros e rigorosos, dizendo: "Eu era um capataz duro e, embora meus conselhos sempre fossem bem-intencionados, minhas críticas às vezes eram severas e ocasionalmente intemperantes".
Os pais de Lenglen assistiram suas partidas e discutiram seus erros minuciosos entre si o tempo todo, apenas mostrando moderação em suas críticas quando ela estava doente. Como resultado, Lenglen ficou confortável em parecer doente, o que tornou difícil para os outros dizerem se ela estava doente.
Tornou-se a mais jovem campeã mundial de quadra dura no World Hard Court Championships de 1914 em Paris, aos 15 anos.

### Vida adulta: tenista profissional

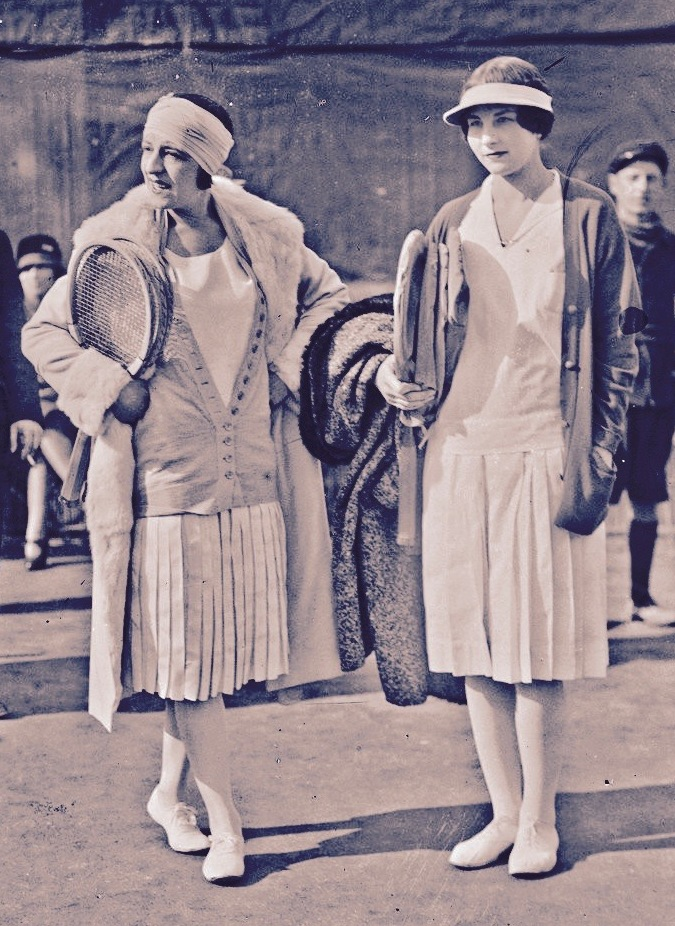
Suzanne Lenglen e Helen Wills, em 1926

Com a Primeira Guerra Mundial (1914-1918), os torneios esportivos foram paralisados, mas Suzanne permaneceu em treinamento.  
Em 1919, Suzanne estreia no torneio de Wimbledon, que na ocasião reunia apenas atletas amadores. Ela ganhou o campeonato contra a britânica Dorothea Douglas Lambert Chambers, que na altura era sete vezes campeã e duas vezes vice-campeã do torneio. Esta foi a segunda final mais longa da história, a única de suas principais finais de simples que ela não venceu por um placar desigual.  
No torneio de Wimbledon, disputou 92 partidas em toda a carreira, perdendo apenas 2 ao jogar em duplas e duplas mistas. Em duplas, destacou-se por ganhar mais seis títulos no torneio, ao lado de sua parceira habitual Elizabeth Ryan. 
Sua primeira derrota no pós-guerra em categoria simples ocorreu em 1921 contra a norueguesa Molla Mallory, em sua única partida amadora pelos Abertos dos Estados Unidos. Posteriormente, ela começou uma sequência de 179 vitórias consecutivas, durante a qual derrotou Helen Wills (então campeã de três títulos nos Estados Unidos) em uma partida de alto nível realizada em 1926 no Carlton Tennis Club em Cannes.
Em 1926, Suzanne torna-se tenista profissional, participando de uma turnê nos Estados Unidos no mesmo ano.
Após um mal-entendido em Wimbledon no final daquele ano, Lenglen se aposentou abruptamente do tênis amador aos 26 anos. [carece de fontes?]
Aos 28 anos, se aposentou do tênis e retornou para a França.

### Influência na moda
Suzanne Lenglen ficou conhecida não apenas por seu talento em quadra, mas também por incorporar moda ao esporte e por ter uma presença teatral e provocativa. Antes das partidas, entrava em quadra com casacos de pele. Seus trajes esportivos eram feitos em seda leve, com mangas curtas e saias na altura da panturrilha, deixando braços e pernas à mostra. Além disso, deixou de lado algumas pesadas roupas de baixo, o que era um grande tabu para as tenistas da época.
Ela incorporou ainda alguns acessórios, como o lenço arranjado como um turbante em volta da cabeça. Os cabelos curtos, unhas pintadas e batom vermelho completavam uma aparência ousada para a figura feminina da década de 1920.
Suzanne também posou como modelo para coleções de roupas esportivas desenhadas por grandes costureiros, como o francês Jean Patou.

### Morte
Suzanne Lenglen faleceu precocemente em 4 de julho de 1938, aos 39 anos, vítima de anemia perniciosa.

## Títulos
Ela também foi quatro vezes campeã mundial de quadra dura em simples e dez vezes no total. Lenglen conquistou seis títulos de simples de Wimbledon, incluindo cinco consecutivos de 1919 a 1923, e foi a campeã em simples, duplas e duplas mistas nos dois primeiros Abertos da França em 1925 e 1926. Em duplas, ela estava invicta com sua habitual parceira Elizabeth Ryan, destacada por mais seis títulos em Wimbledon. Lenglen foi a primeira líder amadora a se tornar profissional e foi classificada como a maior tenista feminina da era amadora na série 100 Greatest of All Time.
- N°1 mundial: 1925 et 1926 (os dois primeiros anos de existência da classificação).
- Roland-Garros: (16 títulos)
  - Simples: 1920, 1921, 1922, 1923, 1925, 1926.
  - Duplas: 1920, 1921, 1922, 1923, 1925, 1926. (25 et 26: com Didi Vlasto)
  - Duplas mistas: 1920, 1921, 1922, 1923, 1925, 1926. (21, 22, 23, 25 et 26: com Jacques Brugnon)
- Wimbledon: (15 títulos)
  - Simples: 1919, 1920, 1921, 1922, 1923, 1925.
  - Duplas: 1919, 1920, 1921, 1922, 1923, 1925. (com Elizabeth Ryan)
  - Duplas mistas: 1920 (com G.L. Patterson), 1922 (com P. O. Wood), 1925 (com Jean Borotra).
- Medalha de ouro olímpica em simples nos Jogos Olímpicos de 1920.
- Medalha de ouro olímpica em duplas mistas nos JO de 1920 (com Max Decugis).
- Medalha de bronze olímpica em duplas nos JO de 1920.
- Campeonatos mundiais em saibro: 1914, 1919, 1920, 1921, 1922, 1923.

## Grand Slam finais de simples

### Vitórias (12)
| Ano  | Torneio                            | Adversária              | Resultado      |
| 1914 | World Hard Court Championships     | Germaine Golding        | 6–3, 6–2       |
| 1919 | Torneio de Wimbledon               | Dorothea Douglass       | 10-8, 4–6, 9–7 |
| 1920 | Wimbledon (2)                      | Dorothea Douglass       | 6–3, 6–0       |
| 1921 | World Hard Court Championships (2) | Molla Bjurstedt Mallory | 6–2, 6–3       |
| 1921 | Wimbledon (3)                      | Elizabeth Ryan          | 6–2, 6–0       |
| 1922 | World Hard Court Championships (3) | Elizabeth Ryan          | 6–3, 6–2       |
| 1922 | Wimbledon (4)                      | Molla Bjurstedt Mallory | 6–2, 6–0       |
| 1923 | World Hard Court Championships (4) | Kathleen McKane Godfree | 6–2, 6–3       |
| 1923 | Wimbledon (5)                      | Kathleen McKane Godfree | 6–2, 6–2       |
| 1925 | Torneio de Roland Garros (5)       | Kathleen McKane Godfree | 6–1, 6–2       |
| 1925 | Wimbledon (6)                      | Joan Fry Lakeman        | 6–2, 6–0       |
| 1926 | French Championships (6)           | Mary Browne             | 6–1, 6–0       |

## Desempenho em Grand Slams
| Torneio                  | 1914 | 1915 | 1916 | 1917 | 1918 | 1919 | 1920 | 1921 | 1922 | 1923 | 1924 | 1925 | 1926 |
| ------------------------ | ---- | ---- | ---- | ---- | ---- | ---- | ---- | ---- | ---- | ---- | ---- | ---- | ---- |
| Aberto da Austrália      | NH   | NH   | NH   | NH   | NH   | NH   | NH   | NH   | -    | -    | -    | -    | -    |
| Torneio de Roland-Garros | V    | NH   | NH   | NH   | NH   | NH   | 1R   | V    | V    | V    | NH   | V    | V    |
| Torneio de Wimbledon     | -    | NH   | NH   | NH   | NH   | V    | V    | V    | V    | V    | SF   | V    | 3R   |
| US Open (tênis)          | -    | -    | -    | -    | -    | -    | -    | 2R   | -    | -    | -    | -    |      |

NH = Não houve disputa

## Homenagem
A segunda principal quadra do complexo de Roland-Garros recebe o nome de Suzanne Lenglen.